# Todor Ruskow

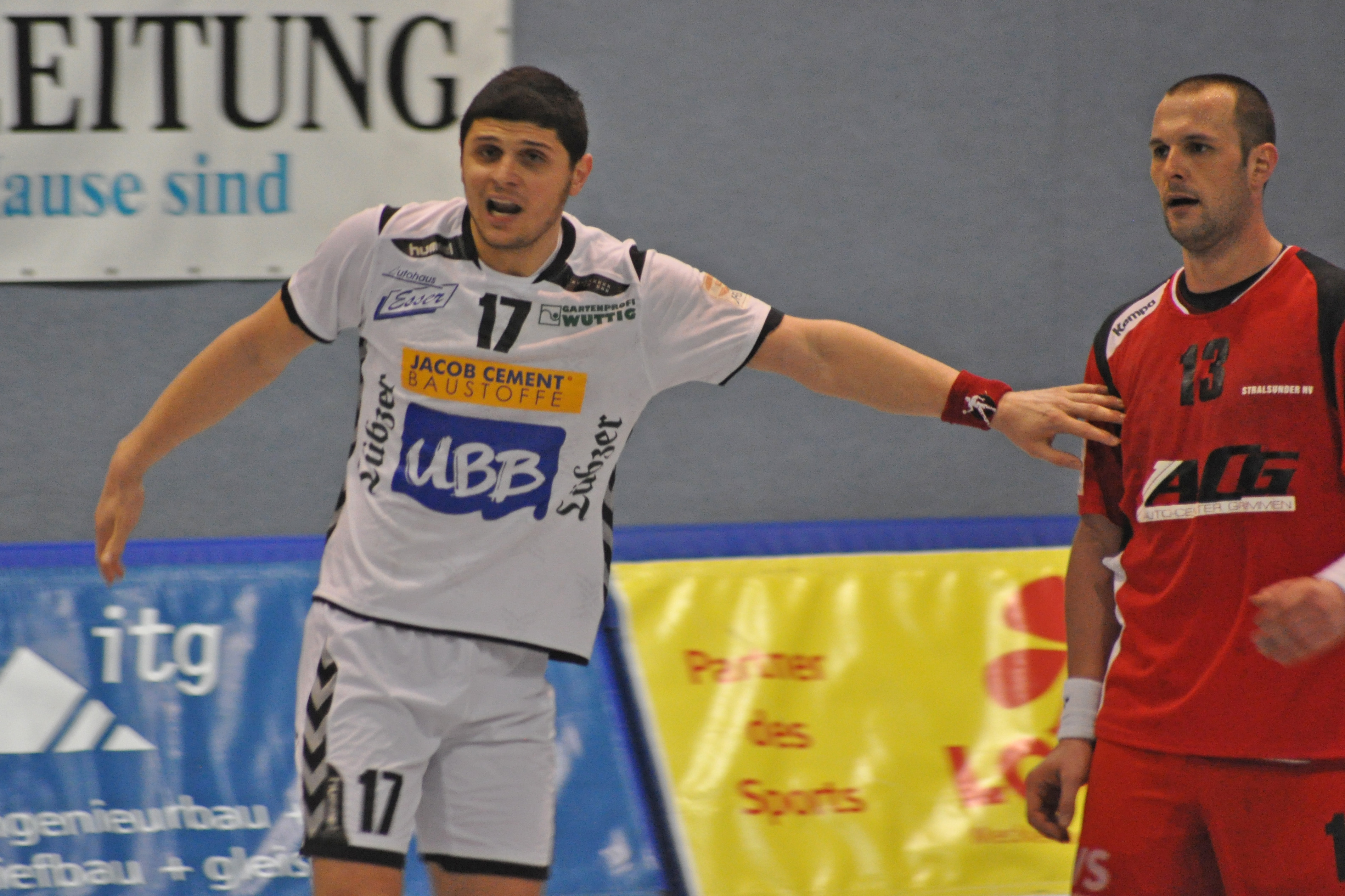
Todor Ruskow (2013)

Todor Georgiew Ruskow (* 26. August 1987 in Goze Deltschew) ist ein bulgarischer Handballspieler.
Der 1,95 Meter große und 92 Kilogramm schwere Bulgare wird auf der Position rechter Rückraum eingesetzt.
Er begann in seinem Heimatort Goze Deltschew mit dem Basketballspiel und wechselte erst im Alter von 14 Jahren nach Auflösung seines Vereins zum Handballsport.
Todor Ruskow spielte in der Saison 2009/10 beim griechischen Verein AC Filippos Verias in der ersten Liga. In der Saison 2010/11 stand er beim deutschen Verein HC Empor Rostock unter Vertrag. Der Zweitligaverein lieh Todor Ruskow im November 2010 bis zum Saisonende an den Bad Doberaner SV aus, der in der 3. Liga spielte. Der Vertrag beim HC Empor Rostock wurde nicht verlängert; ab 2011 stand Todor Ruskow beim HSV Insel Usedom unter Vertrag. Nachdem Ruskow ab dem Sommer 2013 für TuS 04 Kaiserslautern-Dansenberg aufgelaufen war, schloss er sich zwei Jahre später dem Drittligisten SG Schalksmühle-Halver an. In der Saison 2019/20 lief er für den Oberligisten FC Schalke 04 auf. Anschließend wechselte Ruskow zum Viertligisten HG Remscheid. Ruskow spielt seit Februar 2023 für die SGSH Dragons.
Für die bulgarische Nationalmannschaft bestritt er 45 Länderspiele.